# Mysateles garridoi
Mysateles garridoi là một loài động vật có vú trong họ Capromyidae, bộ Gặm nhấm. Loài này được Varona mô tả năm 1970.